# 11075 Dönhoff
(11075) Donhoff, denumire internațională (11075) Dönhoff, este un asteroid din centura principală de asteroizi.

## Descriere
11075 Dönhoff este un asteroid din centura principală de asteroizi. A fost descoperit pe 23 septembrie 1992 la Tautenburg de Freimut Börngen. Asteroidul prezintă o orbită caracterizată de o semiaxă mare de 2,41 ua, o excentricitate de 0,19 și o înclinație de 4,0° în raport cu ecliptica.